# Performance / Strange Identities
Performance / Strange Identities is een single van de Belgische Postpunkband Whispering Sons. De twee nummers werden op 25 november 2016 vrijgegeven voor Weyrd Son Records en was de eerste nieuwe uitgave van de band sinds het winnen van Humo's Rock Rally dat jaar.

## Productie
Michael Thiel, eigenaar van het onafhankelijke platenlabel Weyrd Son Records, raakte na het bijwonen van een optreden in Brussel onder de indruk van de band. Op dat moment hadden Whispering Sons net de ep Endless Party uitgebracht. Zij boden hem aan om nieuw werk uit te brengen, wat de single Performance / Strange Identities werd. De single werd in gelimiteerde oplage op vinyl geperst en verscheen op MP3- en FLAC-formaat.

## Ontvangst
De A-kant, Performance, werd positief ontvangen door Jan Kurvers van Dansende Beren. Hij omschreef het nummer als "[k]ille en gitzwarte post-punk met een vette knipoog naar tal van pionierende bands in dit genre." Volgens hem toonde de band met het nummer aan "dat ze uitstekend zichzelf zijn, maar toch niet vergeten om op subtiele wijze te evolueren."

## Nummers
1. Performance (4:44)
2. Strange Identities (4:34)

## Bezetting
- Fenne Kuppens – Zang
- Kobe Lijnen – Gitaar
- Tuur Vandeborne – Basgitaar
- Sander Pelsmaekers – Drums
- Sander Hermans – Toetsen